# Бенгази (муниципалитет)
Бенга́зи (араб. بنغازي‎) — административный район в Ливии. Административный центр — город Бенгази. Площадь 11 372 км². Население 670 797 человек (2006 г.).

## Географическое положение
На севере и западе Бенгази омывается водами Средиземного моря. Внутри страны граничит со следующими муниципалитетами: Эль-Мардж (восток), Эль-Вахат (юг).
Бенгази является частью исторической области Киренаики.